# Аксель, Джахиде Тамер
Джахиде Тамер Аксель (тур. Cahide Tamer Aksel; 1915, Стамбул — 5 декабря 2005, Стамбул) — турецкий архитектор. Одна из первых женщин-реставраторов Турции.

## Биография
Родилась в Стамбуле в 1915 году в семье военно-морского инженера Ахмета Саима Акселя (Ahmet Saim Aksel) и Мукаддес Аксель (Mukaddes Aksel). Училась в женском лицее Эренкёй. В 17 лет вышла замуж, однако брак продлился около года.
С 1935 года училась в Академии изящных искусств, где занималась на отделении живописи у Ибрагима Чаллы (İbrahim Çallı) и Намыка Исмаила (Namık İsmail) и на отделении декоративного искусства у Сюхейла Унвера и Исмаила Хаккы Алтынбезера (İsmail Hakkı Altınbezer). В 1938—1943 годах также училась на отделении архитектуры у Седата Хаккы Эльдема.
В 1946 году второй раз вышла замуж — за химика Хади Тамера (Hadi Tamer).
После окончания академии работала в Главном управлении древностей и музеев при Министерстве образования Турции. В 1956 году перешла на работу в Главное управление фондов, где трудилась до 1974 года. Внесла значительный вклад в реставрацию достопримечательностей Стамбула и Турции, среди которых йалы[неизвестный термин] Амджазаде Хусейн-паши, крепость Едикуле, комплекс Чобана Мустафа-паши в Гебзе, дворец Топкапы, крепость Румелихисар, монастырь Хора, церковь Святой Ирины и др.

## Награды
- 1961 — Орден Искусств и литературы (Франция)[1]
- 1993 — Памятная медаль в честь 50-я профессиональной деятельности от Палаты архитекторов Турции